# Pheidole aenescens
Pheidole aenescens  (лат.) — вид муравьёв рода Pheidole из подсемейства Myrmicinae (Formicidae). Южная Америка (Бразилия, около Белем). 

## Описание
Мелкие земляные мирмициновые муравьи, длина около 2—3 мм. Обладают многочисленными длинными полуотстоящими волосками на голове, скапусе, грудке и брюшке. Голова крупных рабочих (солдат) сердцевидная с выемкой на затылке, спереди морщинистая; затылочные доли гладкие и блестящие. Стебелёк между грудкой и брюшком состоит из двух члеников: петиолюса и постпетиолюса (последний четко отделен от брюшка). Окраска красновато-коричневая, ноги жёлтые. Крупные рабочие (солдаты): ширина головы 1,68 мм, длина головы равна 1,14 мм, длина скапуса — 0,94 мм. Мелкие рабочие: ширина головы — 0,54 мм, длина головы равна 0,70 мм, длина скапуса — 0,90 мм. 
Вид описан в 2003 году американским мирмекологом профессором Эдвардом Уилсоном. Сходен с видами Pheidole alienata, Pheidole bergi, Pheidole chrysops, Pheidole cordiceps, Pheidole midas и Pheidole nesiota, отличаясь скульптурой головы и опушением.